# Adam Daniel Rotfeld

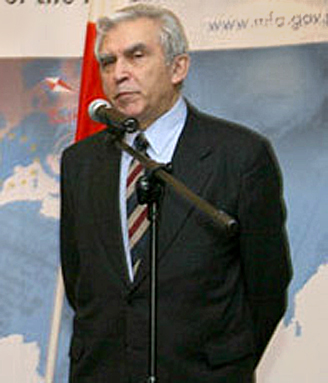
Adam Daniel Rotfeld (2005)

Adam Daniel Rotfeld (* 4. März 1938 in Przemyślany, Polen, heute Ukraine) ist ein polnischer Wissenschaftler und Diplomat und ehemaliger Außenminister.

## Leben
Adam Daniel Rotfeld stammt aus einer jüdischen Familie. Seine Eltern wurden 1943 von deutschen Nationalsozialisten ermordet, er selbst überlebte in einem Studiten-Kloster. 1951 siedelte er nach Polen über, wo er von 1955 bis 1960 an der Warschauer Hochschule für Diplomatie studierte und bis 1962 ein Aufbaustudium in Journalistik abschloss. Von 1961 bis 1989 war er Mitarbeiter des Polnischen Instituts für Internationale Beziehungen in Warschau. Im Jahr 1969 promovierte er an der Jagiellonen-Universität in Krakau zum Selbstbestimmungsrecht von Völkern im modernen Internationalen Recht. 2001 wurde er durch den damaligen polnischen Präsidenten zum Professor an der Universität Warschau ernannt.
Nach der politischen Wende in Polen ging er als Forschungsprojektleiter an das Internationale Institut für Friedensforschung SIPRI in Stockholm und wurde dessen Direktor von 1991 bis 2002. Er blieb dort bis zu seinem Eintritt in die polnische Regierung als Unterstaatssekretär im Außenministerium im Juni 2002. 2003 wurde er Staatssekretär im Auswärtigen Amt und war zwischen Januar und November 2005 Nachfolger von Włodzimierz Cimoszewicz (SLD) als polnischer Außenminister.
Er ist Mitglied im European Leadership Network.
Adam Daniel Rotfeld war verheiratet mit Barbara Sikorska-Rotfeld (gestorben 2006) und ist Vater einer 1971 geborenen Tochter.